# Nicholsina denticulata
Nicholsina denticulata är en fiskart som först beskrevs av Barton Warren Evermann och Radcliffe, 1917.  Nicholsina denticulata ingår i släktet Nicholsina och familjen Scaridae. IUCN kategoriserar arten globalt som livskraftig. Inga underarter finns listade i Catalogue of Life.